# وزارة العدل (أفغانستان)
ضمت الحكومات الحالية والسابقة في أفغانستان وزير العدل (بالفارسية: وزارت عدلیه افغانستان):، الباشتو : د افغانستان د عدلیې وزارت) في الحكومة الأفغانية.
تتولى وزارة العدل الأفغانية مسؤوليات مثل صياغة ومراجعة القوانين والمراسيم الصادرة عن الرئيس، وزيادة الوعي العام بالموضوعات القانونية، وإدارة الشؤون المتعلقة بالمساعدة القانونية، وطباعة ونشر الوثائق التشريعية.  في عام 1967، تم دمج وزارة العدل مع مكتب النائب العام. بحلول عام 1977، تولت وزارة العدل مهام رئيس القضاة. 

## وصلات خارجية
- الموقع الرسمي للوزارة